# Pseudopanurgus occiduus
Pseudopanurgus occiduus är en biart som beskrevs av Timberlake 1967. Pseudopanurgus occiduus ingår i släktet Pseudopanurgus och familjen grävbin. Inga underarter finns listade i Catalogue of Life.